# Globalistika
Globalistika (globální studia) je disciplína, která zkoumá globální problémy (problémy týkající se celého světa). Termín byl používán především v SSSR od 80. let 20. století. Nejedná se o nový vědní obor, ale o interdisciplinární výzkum.

## Základní globální problémy
- problém míru a odzbrojení
- ekologický problém
- demografický problém
- energetický problém
- surovinový problém
- potravinový problém (problém výživy)
- problém světového oceánu a jeho využití
- problém zaostalosti – překonání kontrastů mezi rozvojovými a vyspělými zeměmi